# Blackpool Football Club 2019-2020
Questa voce raccoglie le informazioni riguardanti il Blackpool Football Club nelle competizioni ufficiali della stagione 2019-2020.

## Maglie e sponsor[1]
| Casa | Trasferta |

Sponsor ufficiale: VisitBlackpool.com
Fornitore tecnico: Erreà

## Rosa
Dati aggiornati al 4 novembre 2019
| N. |                                | Ruolo | Calciatore              |
| -- | ------------------------------ | ----- | ----------------------- |
| 1  | Inghilterra (bandiera)         | P     | Mark Howard             |
| 3  | Inghilterra (bandiera)         | D     | Nick Anderton           |
| 4  | Belgio (bandiera)              | D     | Rocky Bushiri           |
| 5  | Inghilterra (bandiera)         | D     | Ryan Edwards            |
| 6  | Inghilterra (bandiera)         | D     | Ben Heneghan            |
| 7  | Inghilterra (bandiera)         | A     | Nathan Delfouneso       |
| 8  | Inghilterra (bandiera)         | C     | Jay Spearing (capitano) |
| 9  | Scozia (bandiera)              | A     | Ryan Hardie             |
| 10 | Inghilterra (bandiera)         | C     | Sullay Kaikai           |
| 11 | Inghilterra (bandiera)         | C     | Liam Feeney             |
| 12 | Saint Kitts e Nevis (bandiera) | D     | Michael Nottingham      |
| 14 | Irlanda (bandiera)             | C     | Sean Scannell           |
| 15 | Irlanda del Nord (bandiera)    | C     | Jordan Thompson         |
| 16 | Inghilterra (bandiera)         | D     | Curtis Tilt             |

| N. |                             | Ruolo | Calciatore           |
| -- | --------------------------- | ----- | -------------------- |
| 17 | Irlanda del Nord (bandiera) | C     | Matty Virtue         |
| 20 | Inghilterra (bandiera)      | D     | Oliver Turton        |
| 21 | Costa d'Avorio (bandiera)   | A     | Armand Gnanduillet   |
| 23 | Inghilterra (bandiera)      | P     | Jak Alnwick          |
| 24 | Inghilterra (bandiera)      | A     | Joe Nuttall          |
| 25 | Inghilterra (bandiera)      | C     | Callum Guy           |
| 26 | Inghilterra (bandiera)      | D     | James Husband        |
| 28 | Inghilterra (bandiera)      | P     | Jack Sims            |
| 29 | Scozia (bandiera)           | D     | Calum MacDonald      |
| 32 | Irlanda (bandiera)          | C     | Rowan Roache         |
| 34 | Inghilterra (bandiera)      | C     | Nathan Shaw          |
| 37 | Rep. del Congo (bandiera)   | P     | Christoffer Mafoumbi |
|    | Finlandia (bandiera)        | A     | Emil Jääskeläinen    |